# Caitlin Ciccone
Caitlin Ciccone (14 marzo 1985) è un'ex sciatrice alpina e sciatrice freestyle statunitense.

## Biografia
Originaria di Bethlehem e attiva inizialmente nello sci alpino, la Ciccone iniziò a partecipare a gare FIS nel dicembre del 2000; in Nor-Am Cup esordì il 17 novembre 2001 a Loveland in slalom speciale (49ª) e conquistò la prima vittoria, nonché primo podio, il 10 dicembre 2002 a Lake Louise in supergigante. Esordì in Coppa del Mondo il 25 novembre 2006 ad Aspen in slalom gigante, senza completare la prova; pochi giorni dopo, il 12 dicembre, ottenne l'ultima vittoria in Nor-Am Cup, a Panorama in supercombinata.
Prese per l'ultima volta il via in Coppa del Mondo il 6 gennaio 2008 a Špindlerův Mlýn in slalom speciale, senza completare la prova (non portò a termine nessuna delle 12 gare nel massimo circuito cui prese parte); il 13 marzo successivo anno salì per l'ultima volta sul podio in Nor-Am Cup, a Whiteface Mountain in slalom gigante (3ª), e la sua ultima gara nello sci alpino fu uno slalom speciale FIS disputato l'11 aprile dello stesso anno a Mammoth Mountain, chiuso dalla Ciccone al 4º posto.
Dalla stagione 2008-2009 si dedicò al freestyle, specialità ski cross, esordendo in Coppa del Mondo il 5 gennaio a Sankt Johann in Tirol/Oberndorf in Tirol (35ª); il 14 marzo 2010 colse a Meiringen/Hasliberg il suo miglior piazzamento nel circuito (15ª), alla sua ultima gara in carriera. Non prese parte a rassegne olimpiche o iridate, né nello sci alpino né nel freestyle.

## Palmarès

### Sci alpino

#### Nor-Am Cup
- Miglior piazzamento in classifica generale: 2ª nel 2006
- 12 podi:
  - 4 vittorie
  - 5 secondi posti
  - 3 terzi posti

##### Nor-Am Cup - vittorie
| Data             | Località         | Paese  | Specialità |
| ---------------- | ---------------- | ------ | ---------- |
| 10 dicembre 2002 | Lake Louise      | Canada | SG         |
| 12 dicembre 2004 | Lake Louise      | Canada | DH         |
| 5 gennaio 2006   | Mont-Sainte-Anne | Canada | SL         |
| 12 dicembre 2006 | Panorama         | Canada | SC         |

Legenda:

DH = discesa libera

SG = supergigante

SL = slalom speciale

SC = supercombinata

#### Campionati statunitensi
- 3 medaglie:
  - 1 oro (slalom gigante nel 2006)
  - 2 argenti (slalom speciale nel 2006; slalom gigante nel 2007)

### Freestyle

#### Coppa del Mondo
- Miglior piazzamento in classifica generale: 84ª nel 2010
- Miglior piazzamento nella classifica di ski cross: 32ª nel 2010